# Walter Brandmüller
Walter Brandmüller (ur. 5 stycznia 1929 w Ansbach) – niemiecki biskup rzymskokatolicki, profesor historii Kościoła, emerytowany przewodniczący Papieskiego Komitetu Nauk Historycznych, kardynał.

## Życiorys
Przyjmując święcenia kapłańskie, został inkardynowany do archidiecezji bamberskiej. Poświęcił się działalności naukowej. W 1963 uzyskał doktorat na Uniwersytecie Ludwika i Maksymiliana w Monachium na podstawie rozprawy na temat działalności Kościoła bawarskiego. W 1967 habilitował się na tej samej uczelni, poświęcając swą rozprawę habilitacyjną soborowi w Sienie. Następnie został wykładowcą kościelnej Wyższej Szkoły Filozoficzno-Teologicznej w Dillingen an der Donau, a po jej rozwiązaniu w 1971 przeszedł na stanowisko profesora historii Kościoła na uniwersytecie w Augsburgu. Pracował tam aż do 1997, kiedy to zakończył swoją karierę akademicką i przeszedł na emeryturę.
Od 1981 zasiadał w Papieskim Komitecie Nauk Historycznych, dzięki czemu w 1983 uzyskał od Jana Pawła II tytuł prałata honorowego Jego Świątobliwości. W 1998 został nominowany na przewodniczącego komitetu zajmującego się koordynacją ze strony Watykanu badań nad historią Kościoła, z udziałem także historyków świeckich. W 2009 odszedł z komitetu ze względu na zaawansowany wiek.
20 października 2010 papież Benedykt XVI ogłosił listę 24 nowych kardynałów, na której znalazł się również Brandmüller. Ze względu na ukończenie wieku 80 lat nie będzie mógł brać udziału w konklawe, a zatem ma to wymiar przede wszystkim honorowy. Jako że kardynałowie-nominaci niebędący biskupami powinni przyjąć sakrę biskupią przed konsystorzem, 4 listopada 2010 został mianowany arcybiskupem tytularnym Caesarea in Mauretania. Sakrę biskupią przyjął 13 listopada 2010 w kościele Najświętszej Maryi Panny Duszy z rąk kardynała Raffaele Fariny, archiwisty i bibliotekarza Świętego Kościoła Rzymskiego. Oficjalna kreacja kardynalska nastąpiła na konsystorzu 20 listopada 2010. 3 maja 2021 podniesiony przez papieża Franciszka do rangi kardynała prezbitera z zachowaniem tytułu na zasadzie pro hac vice.